# Carlota Planas i Riera
Carlota Planas i Riera   (Barcelona, 5 de setembre de 1992) és una representant d'esportistes, empresària, publicista, periodista i exjugadora de futsal catalana.
Carlota Planas va passar part de la seva infància a Porto, on residien els seus pares per motius professionals. En retornar a Catalunya, va incorporar-se a les files del Futbol Sala Castelldefels i va debutar en la lliga femenina de futbol sala amb 15 anys. Va jugar també a la lliga brasilera i amb la selecció catalana de futbol sala femenina, amb la que va disputar el Mundial de 2017, finalitzant en 5a posició. Així mateix, va disputar torneigs de futvòlei.
Doble titulada en Periodisme i ADE, va tenir la seva primera presa de contacte amb els bastidors de l'esport d'elit mentre desenvolupava pràctiques empresarials universitàries al Diari As. Té les llicències de la UEFA d'entrenadora, vistaire i coordinadora esportiva. El 2018 va fundar l'empresa Be Universal, que treballava en serveis de publicitat, marca personal i gestió de xarxes socials, focalitzada en dones esportistes.
El juny de 2020, Planas es va aliar amb l'agent Arkaitz Coca per fundar l'empresa Unik Sports Management, que combinava els serveis de representació amb els que Carlota venia oferint a Be Universal. Es va convertir així en la primera dona a Espanya en treballar com a representant de futbolistes professionals amb llicència FIFA. Entre les esportistes que porten, s'hi troben les internacionals Ouahabi, Guijarro, Caldentey, Pina, Paños, Misa (Espanya), Banini, Bonsegundo (Argentina), Calligaris (Suïssa) o Fabiana (Brasil).
La revista Forbes va incloure la barcelonina en la llista 30 under 30 de 2022, en la secció d'esports i jocs. El 2023 es va saber que Planas col·laboraria amb el xBuyer Team, un dels 12 integrants de la competició de futbol femení Queens League.